# Venida Evans
Venida Evans est une actrice américaine née le 2 septembre 1947 à Ypsilanti au Michigan.

## Filmographie

### Cinéma
- 1981 : Only When I Laugh : Infirmière Garcia
- 1998 : O.K. Garage : Florence
- 1998 : Side Streets (en) de  Tony Gerber (en) : Lydia Moulet
- 2002 : Just a Kiss : une infirmière
- 2002 : Brown Sugar : la vieille femme
- 2005 : Transamerica : Arletty
- 2009 : Once More with Feeling : Lucille
- 2011 : L'Agence : une passagère du bus
- 2013 : A Strange Brand of Happy : Rose
- 2013 : Home : Ginnie
- 2014 : I Origins : Margaret Dairy
- 2014 : Ninja Turtles : une otage du métro
- 2018 : Here and Now de Fabien Constant : une vieille femme

### Télévision
- 1992-2005 : New York, police judiciaire (2 épisodes)
- 1997 : New York Undercover : Clarita Armstrong (1 épisode)
- 1999 : New York 911 : Sexton (1 épisode)
- 2004 : New York, section criminelle : Mme Rankin (1 épisode)
- 2005 : The Exonerated : une avocate
- 2005 : New York, unité spéciale : une vieille femme (saison 7, épisode 3)
- 2010-2013 : Treme : Mme Brooks (16 épisodes)
- 2013 : Boardwalk Empire : Ada Monroe (1 épisode)
- 2014 : Crazy House : Frieda
- 2014 : Alpha House : une paroissienne
- 2015 : Blue Bloods : Mme Alice Jackson (1 épisode)
- 2015 : Nurse Jackie : une vieille femme (1 épisode)
- 2015 : Limitless : Cora Boyle (1 épisode)
- 2017 : Girls : une citoyenne (1 épisode)
- 2017 : Master of None : Ernestine (1 épisode)
- 2018 : Luke Cage : la vieille voisine (1 épisode)

### Jeu vidéo
- 2005 : True Crime: New York City